# Брошь из Кингстона
Брошь из Кингстона (англ. Kingston Brooch) — англосаксонская брошь VII века, найденная в общине Кингстон в графстве Кент. Одно из наиболее выдающихся произведений раннего англосаксонского стиля. 

## Описание
Золотая дисковидная брошь диаметром 8,5 см и весом шесть унций (около 170 гр) выполнена в стиле, характерном для англосаксонского декоративно-прикладного искусства VII века. 
Декор броши представляет собой круговой орнамент, чередующий геометрический рисунок красно-синей перегородчатой эмалью и золотой орнамент из переплетающихся линий. Центральный композиционный элемент и четыре вспомогательных по краям были украшены фрагментами раковин и вставками граната, хотя камень сохранился только один. Некоторые элементы броши отсутствуют в связи с повреждениями, однако в целом сохранность изделия очень хорошая; сохранилась даже игла-крепление с обратной стороны.

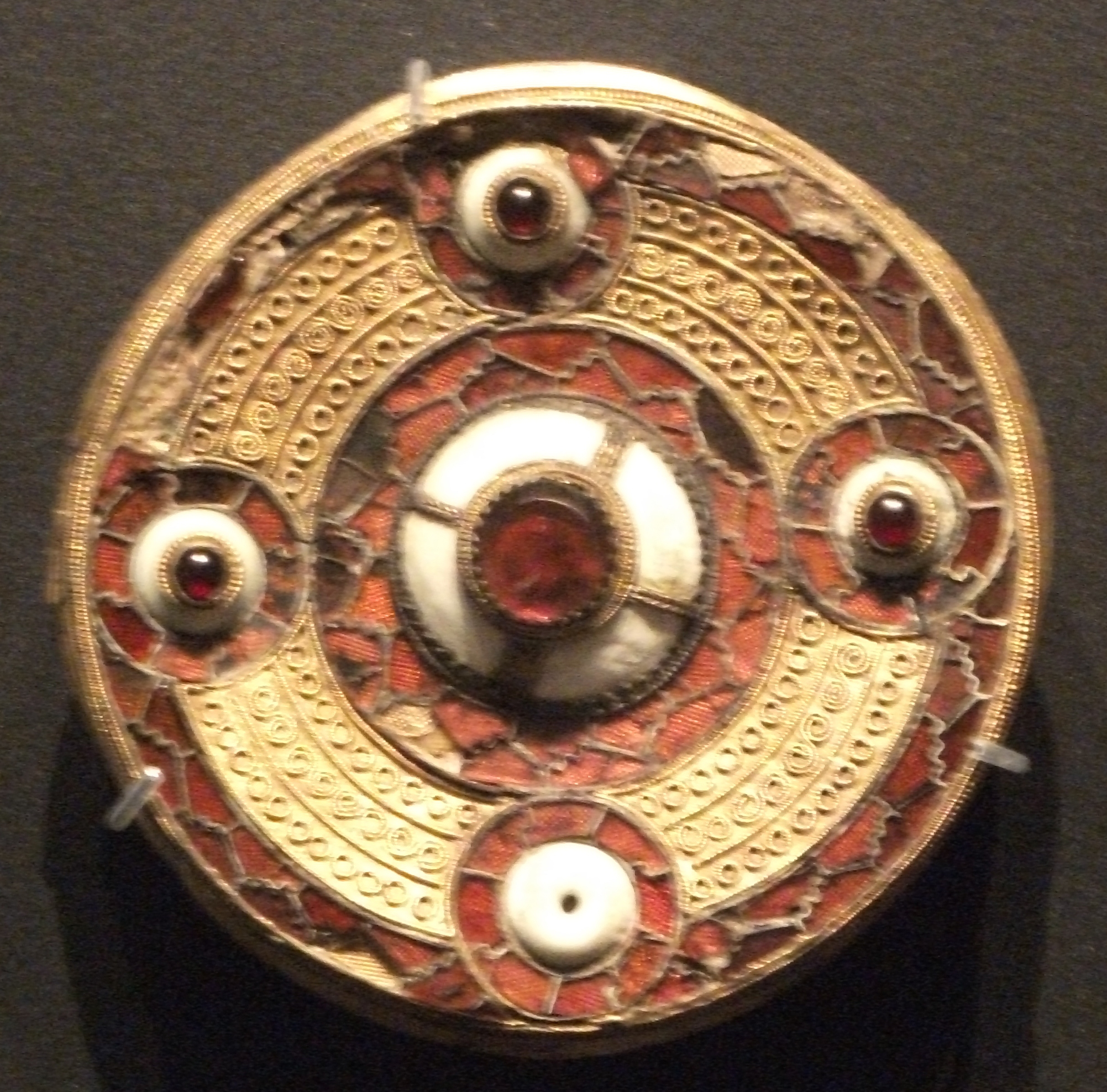
Брошь из Сара, VII век, Британский музей

Известно множество брошей такого типа, датированных VII веком и найденных в графстве Кент; например, исследователями усматривается сходство с брошью из Сара (Кент), датированной началом VII века. К тому же периоду относятся находки из курганного некрополя Саттон-Ху, в частности — золотая, украшенная эмалью пряжка для плаща, напоминающая брошь из Кингстона цветовой гаммой, стилем и орнаментом.
Использование золота, цветного стекла, гранатов и яркой эмали в целом характерно для варварского искусства Раннего Средневековья, например, франкского или гуннского, однако брошь из Кингстона характеризуется элементами, наиболее типичными именно для англосаксонского искусства — использование раковин и заимствованного из кельтского стиля орнамента-переплетения. Англосаксонский переплетающийся орнамент похож на кельтский, но более экспрессивный, нерегулярный и содержит открытые концы, в то время как классическое кельтское переплетение состоит из нескольких замкнутых линий.

## История
Брошь была обнаружена преподобным Брайаном Фаассеттом 5 августа 1771 года, в захоронении знатной англосаксонской женщины. Обширное средневековое кладбище близ местечка Кингстон Даун насчитывало около 300 погребений, над некоторыми из них были насыпаны курганы. Многочисленный погребальный инвентарь представлен, главным образом, оружием, украшениями, стеклянными сосудами и христианскими символами. Брошь была обнаружена в курганном захоронении женщины, среди прочих предметов (одежда, посуда, предметы утвари, музыкальные инструменты). Брошь имеет следы постоянного использования, из чего можно сделать вывод, что при жизни владелица часто носила брошь, вероятно, закалывала ею плащ или головной платок. В своем блокноте Фаассетт сделал следующую запись по поводу обнаружения броши: «Я льщу себя надеждой, что это один из самых любопытных и, для своего размера, ценных предметов старины, когда-либо обнаруженных в Англии». Таким образом, подлинность и исключительная ценность находки была очевидна уже на момент обнаружения. 
Коллекция Фаассетта была во владении его потомков до 1855 года, когда его правнук продал ее антиквару Джозуфу Майеру — так сокровища Кента, в том числе брошь, оказались в Ливерпуле. Незадолго до этого, в 1853 году, наследник Фаассетта предлагал выкупить коллекцию Британскому музею, однако руководство музея отказалось от этой возможности, что вызвало протест в археологическом сообществе.
Во время Второй мировой войны брошь, а вместе с ней многие другие исторические ценности, были переданы на хранение Банку Ливерпуля, так как это место считалось надежным в случае авиационного налета. После войны брошь вернулась обратно во Всемирный музей в Ливерпуле, где находится до настоящего времени.